# Solers (França)
Solers és un municipi part de la Comunitat de comunes Brie des Rivières et Châteaux i del cantó de Fontenay-Trésigny (districte de Melun, departament de Sena i Marne, regió d'Illa de França). L'any 2007 tenia 1.284 habitants.

## Demografia

### Població
El 2007 la població de fet de Solers era de 1.284 persones. Hi havia 455 famílies, de les quals 92 eren unipersonals (64 homes vivint sols i 28 dones vivint soles), 128 parelles sense fills, 203 parelles amb fills i 32 famílies monoparentals amb fills.
La població ha evolucionat segons el següent gràfic:

### Habitatges
El 2007 hi havia 503 habitatges, 469 eren l'habitatge principal de la família, 15 eren segones residències i 19 estaven desocupats. 418 eren cases i 78 eren apartaments. Dels 469 habitatges principals, 378 estaven ocupats pels seus propietaris, 86 estaven llogats i ocupats pels llogaters i 6 estaven cedits a títol gratuït; 11 tenien una cambra, 52 en tenien dues, 48 en tenien tres, 117 en tenien quatre i 242 en tenien cinc o més. 388 habitatges disposaven pel capbaix d'una plaça de pàrquing. A 202 habitatges hi havia un automòbil i a 254 n'hi havia dos o més.

### Piràmide de població
La piràmide de població per edats i sexe el 2009 era:
| Homes | Edats   | Dones |
| ----- | ------- | ----- |
| 0     | 95 o +  | 0     |
| 4     | 90 a 94 | 0     |
| 4     | 85 a 89 | 4     |
| 0     | 80 a 84 | 4     |
| 16    | 75 a 79 | 0     |
| 12    | 70 a 74 | 12    |
| 8     | 65 a 69 | 28    |
| 16    | 60 a 64 | 20    |
| 12    | 55 a 59 | 0     |
| 48    | 50 a 54 | 32    |
| 84    | 45 a 49 | 40    |
| 64    | 40 a 44 | 80    |
| 32    | 35 a 39 | 76    |
| 68    | 30 a 34 | 32    |
| 44    | 25 a 29 | 60    |
| 56    | 20 a 24 | 16    |
| 52    | 15 a 19 | 52    |
| 44    | 10 a 14 | 76    |
| 24    | 5 a 9   | 68    |
| 20    | 0 a 4   | 52    |

## Economia
El 2007 la població en edat de treballar era de 904 persones, 709 eren actives i 195 eren inactives. De les 709 persones actives 678 estaven ocupades (354 homes i 324 dones) i 31 estaven aturades (17 homes i 14 dones). De les 195 persones inactives 66 estaven jubilades, 78 estaven estudiant i 51 estaven classificades com a «altres inactius».

### Ingressos
El 2009 a Solers hi havia 453 unitats fiscals que integraven 1.257 persones, la mediana anual d'ingressos fiscals per persona era de 23.638 €.

### Activitats econòmiques
Dels 38 establiments que hi havia el 2007, 1 era d'una empresa extractiva, 1 d'una empresa de fabricació d'altres productes industrials, 11 d'empreses de construcció, 9 d'empreses de comerç i reparació d'automòbils, 1 d'una empresa de transport, 1 d'una empresa d'hostatgeria i restauració, 1 d'una empresa d'informació i comunicació, 1 d'una empresa financera, 1 d'una empresa immobiliària, 6 d'empreses de serveis, 2 d'entitats de l'administració pública i 3 d'empreses classificades com a «altres activitats de serveis».
Dels 11 establiments de servei als particulars que hi havia el 2009, 1 era un taller de reparació d'automòbils i de material agrícola, 3 guixaires pintors, 1 fusteria, 3 electricistes, 1 empresa de construcció, 1 perruqueria i 1 restaurant.
Dels 2 establiments comercials que hi havia el 2009, 1 era una botiga de més de 120 m² i 1 una fleca.
L'any 2000 a Solers hi havia 4 explotacions agrícoles.

## Equipaments sanitaris i escolars
El 2009 hi havia una escola elemental.

## Poblacions properes
El següent diagrama mostra les poblacions més properes.